# 伊西尼
伊西尼（法語：Isigny，法語發音：[iziɲi]）是法国芒什省的一个旧市镇。1969年1月1日，伊西尼与市镇勒比阿合并为市镇伊西尼-勒比阿。

## 地理
伊西尼（48°37'10.62"N, 1°10'20.78"W）位于法国诺曼底大区芒什省，该省份为法国西北部沿海省份，西、北、东北三面环大西洋，东起顺时针与卡爾瓦多斯省、奧恩省、马耶讷省和伊勒-维莱讷省接壤。
伊西尼的时区为UTC+01:00、UTC+02:00（夏令时）。

## 行政
伊西尼的邮政编码为50540，INSEE市镇编码为50256。

## 人口
伊西尼于1968年3月1日时的人口数量为267人。